# Benzopiran
Benzopiran je policiklično organsko jedinjenje formirano spajanjem benzenovog prstena sa heterocikličnim piranskim prstenom.
 Po IUPAC nomenklaturi on se naziva hromen. Postoje dva izomera benzopirana u zavisnosti od orijentacije fuzije dva prstena: 1-benzopiran (hromen) i 2-benzopiran (izohromen). 
Posledica prisustva jednog nesparenog elektrona je da je benzopiran paramagnetičan. Nespareni elektron je delokalizovan preko celog benzopiranskog molekula, tako da je manje reaktivan nego što bi se inače očekivalo. Sličan primer je ciklopentadienil. Benzopiran se obično sreće u redukovanom stanju, u kom je parcijalno zasićen. To redukovano jedinjenje ima četiri strukturna izomera od zavisnosti od položaja vodoničnog napada:
2-hromen
4-hromen
5-hromen
7-hromen
8a-hromen